# Era del calendario
L'era del calendario è il sistema di numerazione degli anni adottato dal calendario. L'era risulta determinata dalla scelta dell'istante, data e anno, da cui inizia il conteggio dello scorrere del tempo. Tale punto di inizio si chiama epoca dell'era. 
Evidentemente la definizione di un'era del calendario presuppone il verificarsi di un "evento epocale", la cui importanza sia ampiamente riconosciuta. Spesso nell'antichità l'evento epocale era l'ascesa al trono del re in carica e gli anni si contavano a partire da tale data. Questo sistema è ancora in uso in Giappone. 
Per le ere antiche spesso non è chiaro come venisse contata la frazione d'anno fra l'ascesa al trono e il primo capodanno. Un esempio sono i re di Giuda e i re d'Israele, per i quali si aggiunge l'ulteriore difficoltà della presenza di due capodanni nel calendario ebraico.

## Esempi di ere del calendario
In ordine di antichità dell'epoca:
- Anno Mundi cristiano-ortodosso ("AM")

L'evento epocale è la fondazione del mondo calcolata secondo la cronologia biblica del testo greco detta dei Settanta. La creazione avrebbe avuto luogo il 1º settembre del 5509 a.C., primo giorno dell'anno 1 del calendario bizantino, introdotto da Costantino nel 312 d.C. e utilizzato in Russia sino al 1699.
- Anno Mundi ebraico

L'evento epocale è la fondazione del mondo calcolata secondo la cronologia biblica del testo ebraico dei Masoreti. Per l'ebraismo rabbinico la creazione avvenne il 25 Elul o il 25 Adar dell'anno 1 del calendario ebraico in modo che la creazione di Adamo, nel sesto giorno, coincida con uno dei due capodanni ebraici. Scegliendo quello d'autunno, Adamo sarebbe stato creato il primo giorno del mese di Tishri dell'anno 2, che corrisponde al 6 ottobre del 3760 a.C..
- Datazione secondo le olimpiadi

L'evento epocale è lo svolgimento dei primi giochi olimpici antichi nel 776 a.C. I giochi si svolsero ogni quattro anni per ben 292 volte. L'ultima olimpiade ebbe luogo nel 393 d.C., quasi 1200 anni dopo la prima. Il numero ordinale di un'olimpiade individua con chiarezza l'inizio di un quadriennio.
- Datazione Ab Urbe condita ("ab U.C.")

L'evento epocale fu la fondazione di Roma, che nel primo secolo a.C. l'erudito Marco Terenzio Varrone calcolò essere avvenuta il 21 aprile del 753 a. C.. I romani preferirono sempre individuare gli anni con il nome dei consoli in carica ("consoli eponimi"). Venne utilizzata sistematicamente solo molti secoli dopo dallo storico Paolo Orosio (circa 400 d.C.).
- Era di Nabonassar

L'evento epocale è l'ascesa al regno del re babilonese Nabonassar nel 747 a.C. Egli diede inizio ad una accurata registrazione degli eventi astronomici. Circa 900 anni dopo Claudio Tolomeo nel suo famosissimo Almagesto utilizzò l'era di Nabonassar, facendone coincidere l'epoca con l'inizio dell'anno nel calendario egizio: il 26 febbraio 747.
- Era seleucide o Anno Graecorum ("AG")

L'evento epocale è la fondazione dell'impero seleucide nell'agosto del 311 a.C. Fu utilizzata in tutte le aree influenzate dagli imperi ellenistici. In Siria fu utilizzata dai cronisti sino al XII secolo. In epoca moderna è ancora in uso presso gli ebrei yemeniti.
- Era ispanica o Era dei Cesari

L'evento epocale fu la conquista della penisola iberica da parte di Augusto, che il primo gennaio del 38 a.C. diede inizio a un'era di pace, ma impose un tributo alla popolazione non romana (Aera Hispanica). La conquista del Nord della Spagna richiese in realtà circa altri vent'anni. Questa datazione è adottata da tutti i documenti della Spagna visigotica e dalla maggior parte di quelli del periodo della Reconquista. L'era ispanica restò in uso sino al XV secolo.
- Era cristiana o Anno Domini ("AD")

Pur facendo sempre riferimento alla nascita di Cristo, vennero utilizzate diverse date per il capodanno. In tal caso si parla di diversi stili di datazione. Lo stile dell'Incarnazione pone il capodanno il 25 marzo, 9 mesi prima del Natale e perciò presunta data del concepimento di Gesù. Secondo lo stile della Natività, invece, il capodanno si celebra nel giorno di Natale. Lo stile attuale, o stile moderno, si chiama anche stile della Circoncisione, perché il primo gennaio (ottavo giorno dopo il 25 dicembre) Gesù dovrebbe essere stato circonciso.
- Era di Diocleziano o Era dei Martiri ("AM")

L'evento epocale era l'ascesa al trono dell'imperatore Diocleziano nel 284 d.C.. Il capodanno, però, restò quello egiziano (29 agosto), anche se l'ascesa al trono era avvenuta il 20 novembre. Questa era si diffuse perché utilizzata nelle tavole preparate nel IV secolo dalla chiesa di Alessandria d'Egitto per stabilire la data della Pasqua. Dato che Diocleziano era stato un persecutore dei cristiani, nel 643 il nome venne cambiato in "era dei martiri". L'era di Diocleziano è tuttora utilizzata nel calendario copto seguito dalla Chiesa ortodossa copta.
- Era islamica

Il suo evento epocale è l'Egira, nel 622. Dato che il calendario islamico è esclusivamente lunare e l'anno dura circa 354 giorni, il computo degli anni differisce da quello usuale non solo per la scelta dell'"anno uno", ma anche per la misura degli intervalli temporali.
- Era della Repubblica (francese)

Il suo evento epocale è il 22 settembre 1792, equinozio d'autunno dell'anno in cui fu proclamata la prima repubblica. Da questa data inizia il computo del calendario repubblicano francese, che tuttavia entrò in vigore solo il 24 ottobre 1793.
- Era fascista (datazione a fascibus restitutis)

Anche durante il periodo fascista in Italia il regime istituì il 28 ottobre, anniversario della marcia su Roma, come proprio capodanno, associato a una numerazione degli anni parallela a quella tradizionale contando come "Anno I dell'Era Fascista" il periodo tra il 28 ottobre 1922 e il 27 ottobre 1923, e gli altri a seguire. Questa modalità, utilizzata nel Regno d'Italia durante tutto il ventennio fascista, fu continuata dalla Repubblica Sociale Italiana, e abbandonata con la caduta di quest'ultima il 25 aprile 1945.